# Luisa Stefani
Dit is een Portugese naam; Veras is de moedernaam en Stefani is de vadernaam.
Luisa Veras Stefani (São Paulo, 9 augustus 1997) is een tennisspeelster uit Brazilië. Zij begon op tienjarige leeftijd met het spelen van tennis. Zij speelt rechtshandig en heeft een tweehandige backhand. Zij is actief in het internationale tennis sinds 2013.

## Loopbaan
In 2016 won Stefani samen met Ingrid Neel haar eerste ITF-dubbelspeltoernooi in Atlanta, en in 2019 speelde zij samen met Astra Sharma haar eerste grandslamtoernooi op Roland Garros.
Sinds 2017 speelt Stefani voor Brazilië op de Fed Cup – tot en met mei 2025 behaalde zij daar een winst/verlies-balans van 11–3.
In 2019 won zij haar eerste WTA-titels in het dubbelspel, eenmaal in Tasjkent samen met de Amerikaanse Hayley Carter, en andermaal in Houston met de Australische Ellen Perez aan haar zijde.
In 2020 volgde haar derde WTA-titel in Newport Beach, terug met Hayley Carter, alsmede haar vierde in Lexington weer met Carter. Op het US Open 2020 bereikte zij met Carter de kwartfinale.
In juli 2021 won Stefani de bronzen medaille in het vrouwendubbelspel op de Olympische spelen van 2020 in Tokio, samen met Laura Pigossi – dit was de eerste olympische medaille die Brazilië in tennis won. In augustus won zij de dubbelspeltitel (haar vijfde) op het WTA 1000-toernooi van Montréal, nu met de Canadese Gabriela Dabrowski aan haar zijde. In november steeg zij naar de top tien in het dubbelspel.
Van september 2021 tot september 2022 speelde Stefani niet, als gevolg van een knieblessure, operatie en revalidatie. Bij haar terugkeer won zij meteen haar zesde dubbelspeltitel, terug met Dabrowski, op het WTA-toernooi van Chennai. In oktober won Stefani met haar nieuwe partner Storm Sanders (Australië) het WTA 1000-dubbelspeltoernooi van Guadalajara.
In januari 2023 won zij de titel op het gemengd dubbelspel van het Australian Open, met landgenoot Rafael Matos aan haar zijde – in de finale versloegen zij het Indiase koppel Sania Mirza en Rohan Bopanna. In juni won zij, samen met Française Caroline Garcia, de dubbelspeltitel op het WTA-toernooi van Berlijn.
In februari 2024 won Stefani de dubbelspeltitel op het WTA 1000-toernooi van Doha 2024, aan de zijde van de Nederlandse Demi Schuurs.
Tot op heden(juli 2025) won zij veertien WTA-titels, de meest recente in 2025 in Straatsburg, samen met de Hongaarse Tímea Babos.

## Posities op deWTA-ranglijst
Positie per einde seizoen:
| jaar | rang enkelspel | rang dubbelspel |
| ---- | -------------- | --------------- |
| 2013 | 1053           | 845             |
| 2014 | –              | –               |
| 2015 | 1060           | 1136            |
| 2016 | 692            | 322             |
| 2017 | 567            | 217             |
| 2018 | 753            | 215             |
| 2019 | 540            | 75              |
| 2020 | 727            | 33              |
| 2021 | 864            | 10              |
| 2022 | –              | 55              |
| 2023 | –              | 18              |
| 2024 | –              | 28              |

## Resultaten grandslamtoernooien
| Legenda | Legenda                          |
| ------- | -------------------------------- |
| g.t.    | geen toernooi gehouden           |
| l.c.    | lagere categorie                 |
| –       | niet deelgenomen                 |
| G       | uitgeschakeld in de groepsfase   |
| 1R      | uitgeschakeld in de eerste ronde |
| 2R      | uitgeschakeld in de tweede ronde |
| 3R      | uitgeschakeld in de derde ronde  |
| 4R      | uitgeschakeld in de vierde ronde |
| KF      | uitgeschakeld in de kwartfinale  |
| HF      | uitgeschakeld in de halve finale |
| F       | de finale verloren               |
| W       | het toernooi gewonnen            |
| w-v     | winst/verlies-balans             |

### Enkelspel
geen deelname

### Vrouwendubbelspel
| toernooi        | 2019 | 2020 | 2021 |    | 2023 | 2024 | 2025 |
| --------------- | ---- | ---- | ---- | -- | ---- | ---- | ---- |
| Australian Open | –    | 3R   | 3R   | –  | KF   | 2R   |      |
| Roland Garros   | 1R   | 3R   | –    | 3R | –    | 3R   |      |
| Wimbledon       | –    | g.t. | 1R   | KF | 1R   | KF   |      |
| US Open         | –    | KF   | HF   | HF | KF   |      |      |

### Gemengd dubbelspel
| toernooi        | 2021 |    | 2023 | 2024 | 2025 |
| --------------- | ---- | -- | ---- | ---- | ---- |
| Australian Open | 2R   | W  | 1R   | –    |      |
| Roland Garros   | –    | KF | –    | 2R   |      |
| Wimbledon       | 2R   | 1R | 1R   | F    |      |
| US Open         | 1R   | 1R | 1R   |      |      |

## Palmares
| Legenda                 |
| ----------------------- |
| Grandslamtoernooi       |
| Olympische Spelen       |
| Year-End Championships  |
| Premier Mandatory       |
| Premier Five / WTA 1000 |
| Premier / WTA 500       |
| International / WTA 250 |
| Challenger / WTA 125    |

### WTA-finaleplaatsen enkelspel
geen

### WTA-finaleplaatsen vrouwendubbelspel
| nr.              | finale     | toernooi          | ondergrond    | partner                | tegenstandsters                             | score            |         |
| ---------------- | ---------- | ----------------- | ------------- | ---------------------- | ------------------------------------------- | ---------------- | ------- |
| gewonnen finales |            |                   |               |                        |                                             |                  |         |
| 01.              | 2019-09-28 | WTA Tasjkent      | hardcourt     | Hayley Carter          | Dalila Jakupović Sabrina Santamaria         | 6-3, 7-6         | details |
| 02.              | 2019-11-16 | WTA Houston       | hardcourt     | Ellen Perez            | Sharon Fichman Ena Shibahara                | 1-6, 6-4, [10-5] | details |
| 03.              | 2020-02-01 | WTA Newport Beach | hardcourt     | Hayley Carter          | Marie Benoît Jessika Ponchet                | 6-1, 6-3         | details |
| 04.              | 2020-08-16 | WTA Lexington     | hardcourt     | Hayley Carter          | Marie Bouzková Jil Teichmann                | 6-1, 7-5         | details |
| 05.              | 2021-08-15 | WTA Montréal      | hardcourt     | Gabriela Dabrowski     | Darija Jurak Andreja Klepač                 | 6-3, 6-4         | details |
| 06.              | 2022-09-18 | WTA Chennai       | hardcourt     | Gabriela Dabrowski     | Anna Blinkova Natela Dzalamidze             | 6-1, 6-2         | details |
| 07.              | 2022-10-23 | WTA Guadalajara   | hardcourt     | Storm Sanders          | Anna Danilina Beatriz Haddad Maia           | 7-6, 6-7, [10-8] | details |
| 08.              | 2022-11-26 | WTA Montevideo    | gravel        | Ingrid Gamarra Martins | Quinn Gleason Elixane Lechemia              | 7-5, 6-7, [10-6] | details |
| 09.              | 2023-01-13 | WTA Adelaide      | hardcourt     | Taylor Townsend        | Anastasija Pavljoetsjenkova Jelena Rybakina | 7-5, 7-6         | details |
| 10.              | 2023-02-12 | WTA Abu Dhabi     | hardcourt     | Zhang Shuai            | Shuko Aoyama Chan Hao-ching                 | 3-6, 6-2, [10-8] | details |
| 11.              | 2023-06-25 | WTA Berlijn       | gras          | Caroline Garcia        | Kateřina Siniaková Markéta Vondroušová      | 4-6, 7-6, [10-4] | details |
| 12.              | 2024-02-17 | WTA Doha          | hardcourt     | Demi Schuurs           | Caroline Dolehide Desirae Krawczyk          | 6-4, 6-2         | details |
| 13.              | 2025-02-02 | WTA Linz          | hardcourt (i) | Tímea Babos            | Ljoedmyla Kitsjenok Nadija Kitsjenok        | 3-6, 7-5, [10-4] | details |
| 14.              | 2025-05-24 | WTA Straatsburg   | gravel        | Tímea Babos            | Guo Hanyu Nicole Melichar-Martinez          | 6-3, 6-7, [10-7] | details |
| verloren finales |            |                   |               |                        |                                             |                  |         |
| 1.               | 2019-09-22 | WTA Seoel         | hardcourt     | Hayley Carter          | Lara Arruabarrena Tatjana Maria             | 6-7, 6-3, [7-10] | details |
| 2.               | 2020-09-26 | WTA Straatsburg   | gravel        | Hayley Carter          | Nicole Melichar Demi Schuurs                | 4-6, 3-6         | details |
| 3.               | 2020-10-25 | WTA Ostrava       | hardcourt (i) | Gabriela Dabrowski     | Elise Mertens Aryna Sabalenka               | 1-6, 3-6         | details |
| 4.               | 2021-01-13 | WTA Abu Dhabi     | hardcourt     | Hayley Carter          | Shuko Aoyama Ena Shibahara                  | 6-7, 4-6         | details |
| 5.               | 2021-02-27 | WTA Adelaide      | hardcourt     | Hayley Carter          | Alexa Guarachi Desirae Krawczyk             | 7-6, 4-6, [3-10] | details |
| 6.               | 2021-04-04 | WTA Miami         | hardcourt     | Hayley Carter          | Shuko Aoyama Ena Shibahara                  | 2-6, 5-7         | details |
| 7.               | 2021-05-09 | WTA Saint-Malo    | gravel        | Hayley Carter          | Kaitlyn Christian Sabrina Santamaria        | 6-7, 6-4, [5-10] | details |
| 8.               | 2021-08-08 | WTA San Jose      | hardcourt     | Gabriela Dabrowski     | Darija Jurak Andreja Klepač                 | 1-6, 5-7         | details |
| 9.               | 2021-08-21 | WTA Cincinnati    | hardcourt     | Gabriela Dabrowski     | Samantha Stosur Zhang Shuai                 | 5-7, 3-6         | details |

### Finaleplaatsen gemengd dubbelspel
| nr.              | finale     | toernooi        | ondergrond | partner       | tegenstanders                  | score    |         |
| ---------------- | ---------- | --------------- | ---------- | ------------- | ------------------------------ | -------- | ------- |
| gewonnen finales |            |                 |            |               |                                |          |         |
| 1.               | 2023-01-27 | Australian Open | hardcourt  | Rafael Matos  | Sania Mirza Rohan Bopanna      | 7-6, 6-2 | details |
| verloren finales |            |                 |            |               |                                |          |         |
| 1.               | 2025-07-10 | Wimbledon       | gras       | Joe Salisbury | Kateřina Siniaková Sem Verbeek | 6-7, 6-7 | details |